# Right Now (Na Na Na)
Right Now (Na Na Na) è una canzone del cantante statunitense Akon, pubblicata come primo singolo estratto dall'album Freedom del 2008. La canzone, scritta da Akon e Giorgio Tuinfort, contiene un campionamento di Wouldn't It Be Good di Nik Kershaw.
Il singolo è stato reso disponibile per il download digitale su iTunes il 23 settembre 2008, mentre il CD singolo è stato pubblicato il 7 novembre.

## Video musicale
Il video musicale prodotto per Right Now (Na Na Na) è stato diretto da Anthony Mandler ed è entrato nella rotazione dei canali dedicati il 6 novembre 2008. Nel video Akon interpreta il ruolo di un agente che ha il compito di ritrovare una ragazza, che ha delle informazioni segrete.

## Tracce
CD Single
1. Right Now (Na Na Na) (Main) - 4:06
2. Right Now (Na Na Na) (Instrumental) - 4:04

CD Maxi
1. Right Now (Na Na Na) (Main) - 4:04
2. Right Now (Na Na Na) (Super Clean) - 4:04
3. Right Now (Na Na Na) (Instrumental) - 4:04

## Classifiche
| Classifica(2008)                     | Posizione più alta |
| ------------------------------------ | ------------------ |
| Australia                            | 23                 |
| Canada                               | 7                  |
| Paesi Bassi                          | 23                 |
| Finlandia                            | 16                 |
| Irlanda                              | 18                 |
| Israele                              | 6                  |
| Nuova Zelanda                        | 5                  |
| Francia                              | 8                  |
| Svezia                               | 48                 |
| Turchia                              | 3                  |
| Regno Unito                          | 6                  |
| U.S. Billboard Hot 100               | 8                  |
| U.S. Billboard Hot R&B/Hip-Hop Songs | 92                 |
| U.S. Billboard Pop 100               | 10                 |

## Versione degli Asking Alexandria
Gli Asking Alexandria hanno inciso una cover di Right Now (Na Na Na). Essa è stata pubblicata nell'album compilation della Fearless Records Punk Goes Pop 3 il 2 novembre 2010, ma era disponibile in download digitale già dal 27 settembre.